# Municipio de Yobaín
El municipio de Yobaín es uno de los 106 municipios que constituyen el estado mexicano de Yucatán. Se encuentra localizado al norte del estado. Cuenta con una extensión territorial de 81,75 km².

## Toponimia
Yobain es un toponímico de origen maya que significa «Sobre o encima de lagarto», por derivarse de las voces yokol, encima y aín, lagarto.

## Descripción geográfica
Yobaín se localiza al norte del estado entre las coordenadas geográficas 21° 12' y 21° 22' de latitud norte, y 89° 69' y  89° 64' de longitud oeste; a una altitud promedio de 4 metros sobre el nivel del mar. El municipio cuenta con 10 localidades, las cuales dependen directamente de la cabecera del municipio, las más importantes son:  Yobaín (cabecera municipal) y Chabihau.

### Límites municipales
Tiene límites administrativos con los siguientes municipios y/o accidentes geográficos, según su ubicación:
|                 | Norte: Golfo de México |                  |
| Oeste: Sinanché |                        | Este: Dzidzantún |
| Suroeste: Motul | Sur: Cansahcab         |                  |

### Orografía e hidrografía
En general posee una orografía plana y está constituido por una llanura de barrera con piso rocoso. El municipio pertenece a la región hidrológica Yucatán Norte. Sus recursos hidrológicos son proporcionados principalmente por corrientes subterráneas; las cuales son muy comunes en el estado.

### Clima
Su principal clima es el cálido semiseco; con lluvias en verano y sin cambio térmico invernal bien definido. La temperatura media anual es de 26.3°C, la máxima se registra en el mes de mayo y la mínima se registra en enero. El régimen de lluvias se registra entre los meses de mayo y julio, contando con una precipitación media de 51,3 milímetros.

## Cultura

### Curaciones
Alcanzó renombre internacional el municipio por la presencia en su cabecera, durante muchos años, de un terapeuta empírico (quiropráctico) que realizaba curaciones virtualmente milagrosas y que atendió a un numeroso público foráneo que acudía atraído por la fama de este «huesero». Se llamó Enrique Sierra Erosa y falleció, después de más de 50 años de práctica, en 2006. Sus descendientes heredaron la profesión.

### Fiestas
- Fiesta en honor al santo patrono de «San Lorenzo»: 10 de agosto se celebra con mucha tradición.